# Bilstein (Briloner Höhen)
Der Bilstein ist ein 622 m hoher Berg in den Briloner Höhen im mittleren Osten von Nordrhein-Westfalen (Deutschland). 

## Lage
Der Berg befindet sich rund 4 km östlich von Brilon am Südrand der Briloner Höhen, deren wohl zweithöchste Erhebung er darstellt. Ihm zu Füßen fließt die Hoppecke, in deren Tal südöstlich Brilon-Hoppecke liegt.

## Bilsteinwarte
Im Zuge einer geplanten Erweiterung des am Bilstein befindlichen Steinbruchs der DEUBA Baustoffe GmbH wurden im Sommer 2006 eine archäologische Ausgrabung durch das Grabungsunternehmen Archbau auf der Kuppe des Bilsteins durchgeführt. Bei der durch den Steinbruchbesitzer als Verursacher finanzierten Ausgrabung wurde unter einem großen Geröllhaufen der noch bis 2,70 Meter hoch erhaltene Turmstumpf der "Warth off Beilstein" freigelegt, einem Wartturm, der vermutlich im 14. bis im frühen 15. Jahrhundert als Teil der Briloner Landwehr errichtet wurde. Die älteste schriftliche Erwähnungen des Turms stammt aus der Zeit um 1480.
Der etwa fünf Meter durchmesserende Fundamentsockel des Wartturms war in den anstehenden Fels eingetieft. Das aufgehende Mauerwerk des eigentlichen Turmkörpers aus lagig vermörtelten Bruchsteinen hatte noch einen Durchmesser von vier Metern. Eine bauliche Besonderheit ist eine umlaufende Außentreppe, die mit einer Breite von 0,6 Metern seitlich an den Turmstumpf angesetzt war. Aufgrund des Stufenmaßes konnte die Höhe der Treppe auf fünf Meter rekonstruiert werden. Der gesamte Wartturm wird zehn Meter hoch gewesen sein. Dachschieferfragmente, die während der Ausgrabung im mittelalterlichen Laufhorizont dokumentiert wurden, zeigen, dass das Dach des Turms ursprünglich schiefergedeckt war.
Unter den zahlreichen Funden, die bei den Ausgrabungen gemacht wurden, befand sich zum Beispiel ein in eine Schieferplatte geritztes Mühlespiel und Fragmente eines tönernen Signalhorns (Aachhorn). Um die Steinbrucherweiterung zu ermöglichen, wurde dieses historische Denkmal trotz zahlreicher Bürgerproteste zerstört. Die Steine sind für eine weitere Verwendung von der Stadt Brilon abgeräumt worden.

## Bildergalerie

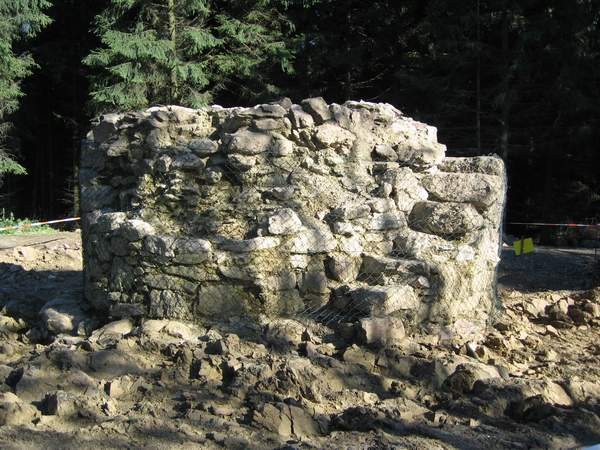
Warte auf dem Bilstein
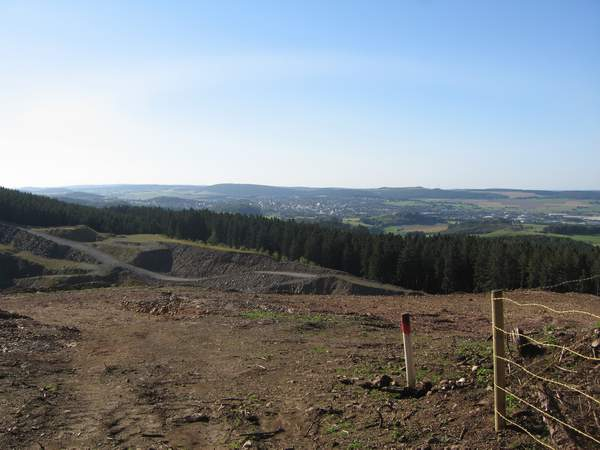
Blick vom Bilstein auf Brilon